# ドイツ・ミサ曲

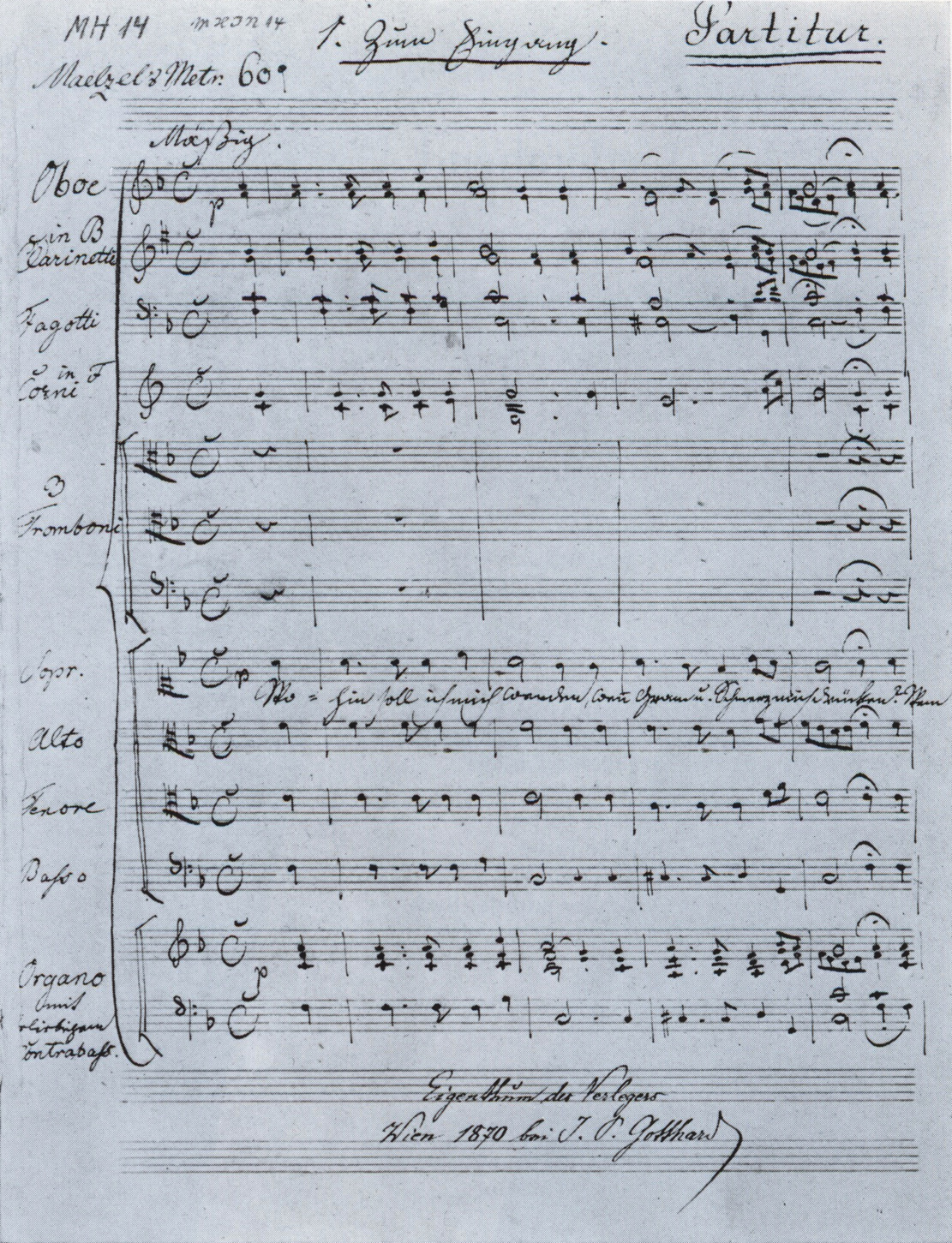
シューベルトの死後しばらく経った1870年に書かれた編曲の手稿譜。

ドイツ・ミサ曲 D872は、フランツ・シューベルトが1827年に作曲した讃美歌集。実際にはミサ曲そのものではないが、ウィーンでの出版時に「Gesänge zur Feier des heiligen Opfers der Messe」（ミサ曲の聖奉納の祝典のための讃美歌集）と題された。ヨハン・フィリップ・ノイマンの礼拝用でない8つのドイツ語の詩に曲を付けたもので、ノイマン自身がシューベルトに音楽を委嘱し、ミサの間にそのうちの一つもしくはいくつかが別個に使えるようにしたのであった。補遺として付された9つ目の讃美歌は主の祈りを取り扱っており、これによって今日よく行われるように全曲がひとつのコンサート演目として演奏された際に、演奏時間が約35分の長さになるようになった。

## 概要

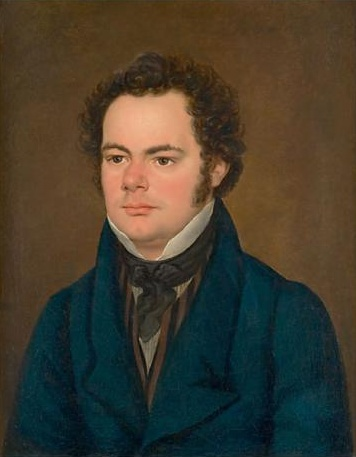
フランツ・シューベルト、フランツ・アイブル画、1827年

ドイツ・ミサ曲は読唱ミサ曲の伝統に根ざしている。読唱ミサ曲とはオーストリアやドイツ南部の土地の言葉で書かれた宗教的なテクストに曲を付けたものである。本作はヨハン・フィリップ・ノイマンの委嘱により書かれたが、彼は「あり得る中で最大の集会」に訴えかけるように作られた簡素な音楽に興味を持っていた。ノイマンはドイツ語の讃美歌を書き、シューベルトは集会での歌唱に適するよう和音を同時に奏する、ホモフォニックな様式で楽曲に仕上げた。作曲には1826年12月に着手し、1827年に完成して出版に至っている。ノイマンはこれ以前にシューベルトの未完のオペラ『シャクンタラ』(Sakuntala)へのリブレットを書いていた。
シューベルトは本作がカトリック教会での礼拝で用いられることを意図していた。しかし検閲によりこれが実現することはなかった。この作品の礼拝での使用は認められなかったのである。シューベルトの生前に演奏された記録はなく、1846年にウィーンの聖アンナ教会(St. Anne's Church)で行われたのが判明している最初の演奏である。本作は以来人気を獲得し、他言語への翻訳も行われている。リチャード・プルーは英語版を編曲している。
ドイツ語によって一般の信徒にわかりやすいミサ曲を書くという考えは、ミヒャエル・ハイドンによるいくつかのドイツ語ミサ曲(Deutsches Hochamt)に負っている。シューベルトは1825年にザルツブルクにあるミヒャエル・ハイドンの墓を訪問し、兄のフェルディナントにあてた手紙の中でその時の感動を語っている。

## 編成
原曲は混声合唱とオルガン伴奏のために書かれていた。
シューベルトはのちに編成の大きな版を作成しており、シューベルトの死後数十年が経過した1870年に出版された。これは混声合唱、オーボエ2、クラリネット2、ファゴット2、トランペット2、トロンボーン2、ティンパニ、通奏低音のために書かれている。現在一般的な『ドイツ・ミサ曲』(Deutsche Messe)という誤った通称の他に、本曲集はこの木管楽器優位のオーケストレーションに由来して『木管ミサ曲』(Wind Mass)と呼ばれることもある。この楽器編成は、18世紀末にハルモニームジークが宗教音楽の分野にも広がったことに由来しており、ミヒャエル・ハイドンのドイツ語ミサ曲も管楽伴奏による楽譜が販売された記録がある。

## 楽曲構成
作品は8曲の讃美歌と1曲の補遺の計9曲から構成される。大半の楽曲は礼拝の厳粛さと教会の音響を反映して中庸（mäßig）から緩やか（langsam）な速度を指定されている。
各讃美歌にはラテン語のミサの典礼文で対になるものが存在する。省略なしで演奏された場合、演奏時間は約40分である。
1. Zum Eingang （入祭唱） Mäßig ヘ長調 4/4拍子: "Wohin soll ich mich wenden"
2. Zum Gloria Mit Majestät 変ロ長調 4/4拍子: "Ehre, Ehre sei Gott in der Höhe"
3. Zum Evangelium und Credo Nicht zu langsam ト長調 6/8拍子: "Noch lag die Schöpfung formlos da"
4. Zum Offertorium Sehr langsam ハ長調 3/4拍子: "Du gabst, o Herr, mir Sein und Leben"
5. Zum Sanctus Sehr langsam 変ホ長調 3/4拍子: "Heilig, heilig, heilig"
6. Nach der Wandlung （聖変化後） Sehr langsam ト長調 4/4拍子: "Betrachtend Deine Huld und Güte"
7. Zum Agnus Dei Mäßig 変ロ長調 6/8拍子: "Mein Heiland, Herr und Meister"
8. Schlußgesang (退場の讃美歌) Nicht zu langsam ヘ長調 3/4拍子: "Herr, Du hast mein Flehn vernommen"
9. Anhang （補遺）: Das Gebet des Herrn （主の祈り） Mäßig ホ短調に開始し、並行調のホ長調で終結する 6/8拍子: "Anbetend Deine Macht und Größe"